# دوري الدرجة الأولى الروماني 1963–64
دوري الدرجة الأولى الروماني 1963–64 (بالرومانية: Divizia A 1963-1964)‏ هو الموسم 46 من  دوري الدرجة الأولى الروماني. أقيم خلال الفترة 25 أغسطس 1963 وحتى 7 يوليو 1964، وأشرف على تنظيمه اتحاد رومانيا لكرة القدم، وكان عدد الأندية المشاركة فيه  14، وفاز فيه دينامو بوخارست بعد أن لعب 26 مباراة وفاز بـ 18 منها.

## نتائج الموسم
| المركز | فريق           | لعب | ف  | ت | خ | له | عليه | ف.أ | نقاط | ملاحظة |
| ------ | -------------- | --- | -- | - | - | -- | ---- | --- | ---- | ------ |
| 1      | دينامو بوخارست | 26  | 18 | 4 | 4 | 65 | 25   | +40 |      |        |